# 細谷圭 (経済学者)
細谷 圭（ほそや けい、1975年 -  ）は、日本の経済学者、國學院大學教授。専門は、マクロ経済学、公共経済学。
岩手県出身。現在は、國學院大學経済学部経済学科教授。

## 学歴
- 1998年3月 東北学院大学経済学部経済学科卒業
- 2000年3月 一橋大学大学院経済学研究科修士課程修了
- 2003年3月 一橋大学大学院経済学研究科博士後期課程修了

## 学位
- 1998年3月 学士（経済学,東北学院大学）
- 2000年3月 修士（経済学,一橋大学）
- 2003年3月 博士（経済学,一橋大学）

## 職歴および経歴等
- 2000年4月 - 7月 一橋大学大学院経済学研究科T.A. 「上級マクロ経済学」（担当：鴇田忠彦教授・脇田成助教授）
- 2000年9月 - 2001年1月 一橋大学大学院経済学研究科R.A. 現代経済リサーチ・ネットワーク・プログラム 「マイクロ・マクロデータによる日本の医療の経済分析」（研究代表者：鴇田忠彦教授）
- 2000年10月 - 2005年3月 文部科学省科学研究費補助金特定領域研究・研究協力者
  - 「世代間利害調整研究プロジェクト」(一橋大学経済研究所)
  - 医療・介護分野（研究代表者：鴇田忠彦教授（後に田近栄治教授））
- 2003年4月 - 2005年3月 日本学術振興会特別研究員（研究従事機関：一橋大学）
- 2003年10月 - 2004年3月 千葉大学法経学部非常勤講師 「経済理論特論B」
- 2004年4月 - 東洋大学経済学部非常勤講師「医療経済学A」、「医療経済学B」
- 2005年4月 - 2006年3月 東北学院大学経済学部専任講師
- 2006年4月 - 2007年3月 同学部助教授
- 2007年4月 - 同学部准教授
- 2017年4月 - 國學院大學経済学部経済学科教授[1]

## 学会役職等
- 2007年度日本経済学会秋季大会　プログラム委員

## 研究助成等
- 2000 - 2004年度 文部科学省科学研究費補助金・特定領域研究（研究協力者，領域番号603）
- 2003 - 2004年度 文部科学省科学研究費補助金・特別研究員奨励費（研究代表者，課題番号08452）
- 2008年度 文部科学省科学研究費補助金・若手研究B（研究代表者，課題番号20730163）